# حركة حرية الصحة
يستخدم مصطلح حركة حرية الصحة لوصف التحالف الحر بين منظمات الطب البديل، وبين المستهلكين، والناشطين، والممارسين، والمنتجين الذين يقومون بحملاتٍ واسعة لإتاحة العلاجات البديلة وتخفيف القيود عن تداولها. تنتقد هذه الحركة صناعة الأدوية، وواضعي القوانين العلاجية، وتستخدم مصطلح «حرية الصحة» كشعار لنقل رسالتها.

## البناء والأيديولوجية والأهداف
قد لا يكون لحركة الحرية الصحية هيكل طبي رسمي، ولكن هناك تعاون وتنسيق بين مختلف المنظمات والأفراد المشاركين في تلك الحركة. كانت الجهود التعاونية في تلك الحركة جهودًا تلقائية، وقد وجد قادة الحركة أن مثل هذه الجهود التلقائية قد تكون بمثابة اختبارٍ لمعرفة ما إذا كان أفراد المجتمع يستطيعون العمل مع بعضهم البعض لتحقيق هدفٍ مشترك. يختار بعض المشاركين في الحركة العمل بشكل مستقل لأسباب تتعلق بالخصوصية التنظيمية أو التمويل.
لا يحول مفهوم الحرية الصحية دون ممارسة الطب التقليدي، ولكن يفضل أعضاء الحملة بشكلٍ عام الطب الجزيئي، والعلاج الطبيعي، أو الطب البديل، وفوق كل شيء، لا يثقون في صناعة الأدوية. يعتبر كثير من أفراد الحركة أن منع المستهلكين من الحصول على منتجات الرعاية الصحية التي كان يمكنهم الحصول عليها سابقًا والتي ساعدتهم على الحصول على الصحة والعيش-يعتبرونها- مدفوعة من قِبَل الشركات متعددة الجنسيات.
يمثل حصول الأفراد على الفيتامينات، العناصر، الأعشاب، النباتات، والأحماض الأمينية والمكملات الغذائية الأخرى، بلا أي قيود، هدفًا أساسيًا في هذه الحركة. ترغب صناعة المكملات الغذائية أن يكون هناك قوانين أقل صرامةٍ من التي تطبق على الغذاء. يعتقد أفراد الحركة أنه قد يكون استخدام العناصر الغذائية الصغرى (micronutrients) بشكلٍ كبير سبيلاً للوقاية من الأمراض المزمنة أو حتى علاجها، ويرون أن المستوى الأمثل لاستيعابها أعلى بكثير من (Dietary Reference Intake RDA). تقيم الحركة علاقات وثيقة مع حركة إطالة الحياة.
يعتقد أنصار الحركة ومنظماتها أن هناك مؤامرة من قِبَل صناعة الدواء لتقويض تَقدم المسار الغذائي نحو صحةٍ أفضل وأن الدراسات التي توضح أن المكملات ليس لديها أي تأثيرٍ في الوقاية من المرض، قد صُمِمَت لتفشل. يتخذ بعض المتحدثين باسم الحركة مثل التحالف من أجل صحة طبيعية (Alliance for Natural Health)، موقفًا أكثر اعتدالاً، قائلين إن دعاية الإعلام السلبية بشأن المواد الغذائية مثل فيتامين هـ هي نتيجة تفسيرات خاطئة للعلم. كما ينتقدون أيضًا آخر الأبحاث التي وَضَّحَت أن مكملات فيتامين ج لا تحمي من نزلات البرد حيث إنها تحتوي على عيوبٍ أساسية.
لم يلقَ الاعتقاد بأن المكملات والفيتامينات قادرة على تحسين الصحة أو إطالة العمر الدعم من الطب القائم على الأدلة، كما أنه غير مقبولٍ في المجتمع الطبي لافتقاره للأدلة الكافية التي من شأنها تدعيم مثل هذه الاعتقادات. قد تؤدي الجرعات الكبيرة من الفيتامينات إلى تسمم الفيتامينات (فرط الفيتامينات Hypervitaminosis)، حتى وإن كانت حالات الوفاة الناجمة عن تسمم الفيتامينات نادرة جدًا في الولايات المتحدة.
تدعم الحركة قضايا أخرى مثل معارضتها لتقاسم المعلومات الوراثية دون موافقة المريض، واعتقادها بوجوب حصول المواطنين على قدرٍ أكبر من الخصوصية والتحكم في معلوماتهم الصحية، وإيمانها بحرية الأفراد في اختيار المشاركة أو عدم المشاركة في النظام الوطني للسجلات الطبية الإلكترونية. وأخيرًا معارضتها لفلورة المياه.
يود بعض أفراد حركة الحرية الصحية ترك الحرية للبالغين لاختيار الحشيش (الماريجوانا marijuana) للاستخدام الشخصي أو الطبي دون عقوبة جنائية. فمن وجهة نظرهم، يمكن استخدام الأموال التي تنفق للقبض على الأشخاص بسبب حيازتهم للحشيش بشكلٍ أفضل عن طريق استخدامها في القبض على المجرمين الذين يمثلون خطورة، أو في تمويل برامج الرعاية الصحية البديلة.

## الجذور السياسية وقاعدة الدعم
يأتي نشطاء الحرية الصحية من خلفيات سياسية متنوعة. يؤيد معهد لودفيج فون ميزس (Ludwig von Mises Institute) اليميني التحرري تحرير المهنة الطبية وقطاع رعاية الصحة. بعض النشطاء السياسيين في هذه الحملة يساريون، بينما يعتبر رون بول (Ron Paul)، المنتمي إلى وعضو جمهوري في الكونغرس، ومرشح الرئاسة الأمريكية لعام 2008 والمدعم أيضًا للحرية الصحية، مدافعًا عن حرية السوق. ومدعمًا قياديًا للحركة، قدم بول قانون حماية الحرية الصحية في الكونغرس الأمريكي عام 2005. تتضمن بعض الأمثلة الأخرى لأفرادٍ يمتلكون آراء سياسية مناقضة؛ حيث تحتمل أيدولوجية الرعاية الصحية في رأيهم المقارنة مع أيدولوجية حركة الحرية الصحية؛ الأمير تشارلز، الذي قد دعم العلاجات البديلة في خطابه أمام جمعية الصحة العالمية، وتشيري بلير، (زوجة رئيس الوزراء السابق توني بلير) والتي من المعتقد أنها قد أثرت على معارضة زوجها لتوجيهات الاتحاد الأوروبي فيما يختص بالمكملات الغذائية. وقد دعم حزب المحافظين حملة احفظوا مكملاتنا (Save Our Supplements) المضادة لتوجيهات الاتحاد الأوروبي للمكملات الغذائية، بينما أعرب حزب الخُضر في أيرلندا عن قلقه حيث إن حدوث تغيرات للتوجيهات، سوف يَحِدُّ من قدرة المستهلكين على الحصول على الفيتامينات الجاهزة والمكملات المعدنية. كما عارض حزب التجمع المعتدل المحافظ السويدي (The Swedish conservative Moderate Party) أيضًا قيود الاتحاد الأوروبي المفروضة على الفيتامينات.
ومن أبرز المشاهير المدعمين للحركة: السير بول مكارتني (Sir Paul McCartney)، الذي تحدث قائلًا إن الأشخاص «لديهم الحق في شراء المكملات الغذائية الصحية المشروعة» وأن «هذا الحق مهدد الآن»، وأيضًا نجمة البوب والممثلة الشهيرة بيلي بيبر (Billie Piper)، التي انضمت إلى مسيرة في لندن عام 2003 للاحتجاج على تشريع الاتحاد الأوروبي المخطط لحظر تناول جرعات كبيرة من مكملات الفيتامين.
وقد اُستُخدم مصطلح «حركة الحرية الصحية» في الولايات المتحدة منذ التسعينات. وبين عامي 2003 و2005، تواجدت منظمة الحملات التي أسسها لين ماكتاغارت (Lynne McTaggart) تحت اسم حركة الحرية الصحية في المملكة المتحدة.

## التشريع

### الولايات المتحدة
يعد تشريع قانون الصحة للمكملات الغذائية والتعليم (مشروع قانون عام 1994 للتعليم و المكملات الغذائية الصحية) في الولايات المتحدة الأمريكية في عام 1994 مثالاً للتشريع المؤيد للحرية الشخصية. يُعَرِّف قانون الصحة للمكملات الغذائية والتعليم (DSHEA) المكملات على أنها أطعمة، كما يضع المسؤولية على عاتق إدارة الأغذية والأدوية (FDA) الأمريكية ليثبت أن المكملات تشكل خطرًا واضحًا أو غير منطقيٍ لوقوع ضرر بدلاً من إلقاء المسؤولية على المصنع ليثبت سلامة المكملات. أصدر الكونغرس هذا القانون بعد ضغطٍ كبيرٍ من جانب مصنعي المكملات الغذائية. تَعفي إدارة الأغذية والأدوية المنتجين من القانون إلى حدٍ كبير والتي يمكنها اتخاذ إجراءات ضدهم في حالة قيامهم بأي مطالبات طبية أو في حالة وجود مرضى في حالة خطيرة من مستهلكي هذه المنتجات.
المخاوف التالية بشأن الهجمات المتعددة، و قضايا الرقابة، تضارب المصالح بشأن الأدوية، وحظر المنتجات، ومزيد من القيود المفروضة من جانب إدارة الأغذية والأدوية (FDA)، وما أصبح قانون الصحة للمكملات الغذائية والتعليم (DSHEA)، كان موضوع حملة الضغط والتي أنتجت رسالة الكونغرس المماثلة للرسالة الناتجة عن النقاش بشأن اتفاقية التجارة الحرة لشمال أمريكا. وجدت دراسة تم إجراؤها في الجمعية الأمريكية للمتقاعدين (AARP)، على سبيل المثال، أن 77% من المستجيبين (المستخدمين للمكملات وغير المستخدمين) يعتقدون أن الحكومة الفيدرالية يجب أن تُراجِع مدى سلامة المكملات الغذائية وتوافق عليها قبل تسويقها للمستهلكين.
وقد وُجد أيضًا اضطراب مشابه حول آثار قانون الصحة للمكملات الغذائية والتعليم في استطلاع هاريس القومي (Harris Poll) في أكتوبر 2002. فيعتقد 59% من المستجيبين أنه يجب الموافقة على المكملات من قِبل هيئة حكومية قبل تواجدها في الأسواق، بينما يعتقد 68% أنه يجب تسجيل الآثار الجانبية المحتملة للمكملات على ملصقاتها، ويعتقد آخرون أنه لا يمكن لملصقات المكملات أن تَدعي سلامة المكملات دون دليلٍ علمي. جميع هذه المعتقدات غير صحيحة نتيجة أحكام قانون الصحة للمكملات الغذائية والتعليم.
صرح الرئيس بيل كلينتون، عند توقيعه على قانون الصحة للمكملات الغذائية والتعليم، قائلًا «بعد سنواتٍ من الجهود المكثفة، توصل المصنعون، وخبراء التغذية، والمشرعون الذين عملوا جميعًا في تحالفٍ تام مع المستهلكين على مستوى شعبي، إلى شكلٍ عقلاني لتتعامل مع المكملات الغذائية وفقًا للنظام والقانون». وأضاف قائلًا: إن إقرار قانون الصحة للمكملات الغذائية والتعليم «ينم عن جيشٍ غير رسمي ممن يعون شئون التغذية؛ عملوا مجتهدين وبشكلٍ ديموقراطي لتغيير القوانين الخاصة بمجالٍ هامٍ جدًا بالنسبة إليهم» و«في عصرٍ يشيع فيه الوعي بين الناس عن أثر ما يأكلونه على كيفية معيشتهم، وبالتأكيد على طول أعمارهم، فإنه من المناسب أننا قد أصلحنا أخيرًا الطريقة التي تتعامل بها الحكومة مع المستهلكين والمكملات لكي تتحول إلى طريقة تشجع الصحة الجيدة.»
هناك مثال آخر لإقرار تشريع مؤيد للحرية الصحية وهو ما حدث في مارس 2007، عندما وقع المحافظ تيموثي مايكل كاين (Timothy M. Kaine) على مشروع قانونٍ في ولاية فيرجينيا بالولايات المتحدة الأمريكية والذي يعطي للمراهقين الذين يبلغون 14 عامًا أو أكبر من ذلك ووالديهم الحق في رفض العلاجات الطبية للأمراض مثل السرطان وقصد علاجاتٍ أخرى طالما أن لديهم علم بالخيارات الطبية الأخرى. وصف كاين هذا القانون بأنه «ذو أهميةٍ كبيرة للحرية الصحية في فيرجينيا.»
بالإضافة إلى ذلك، فقد أثبتت بعض الولايات الأمريكية الأخرى استعدادها لأن تسمح للممارسين، غير المرخص لهم، بتشخيص وعلاج المرضى، وقد تم الموافقة على أشكالٍ أخرى من الممارسة غير المرخصة في كاليفورنيا (California)، ورود أيلاند (Rhode Island)، وأيداهو (Idaho)، ولويزيانا (Louisiana)، وأوكلاهوما (Oklahoma). ونتيجة لذلك، بين عامي 2000 و2006، اكتسب 15% من سكان الولايات المتحدة الأمريكية الحق في أن يكونوا من ضمن الممارسين غير المرخص لهم.
في بداية عام 2010، قامت ولايتان أمريكيتان، تينيسي وأيداهو، بالتصديق على قانون الحرية الصحية والذي من الممكن أن يؤدي إلى تحديات قانونية لو قام الكونغرس الأمريكي بإصدار إصلاحات الرعاية الصحية الفيدرالية التي تقتضي شراء السكان للتأمين الصحي.

### أوروبا
في أوروبا، يَعتَقِد كُتاب حركة الحرية الصحية ونشطاؤها أن قوانين الاتحاد الأوروبي (EU) مثل قانون المكملات الغذائية، قانون المنتجات الطبية العشبية التقليدية، وقانون المنتجات الطبية البشرية (الأدوية)، سوف تقلل من إمكانية حصولهم على المكملات الغذائية والأدوية العشبية. وقد احتج منتجو الأغذية الصحية الأوروبيون، وتجار التجزئة، والمستهلكون على هذا القانون في نفس الوقت الذي تدعو فيه حركة الحرية الصحية المدعمين لها إلى «منع بروكسل من قتل الطب الطبيعي». وفي اليوم الذي صَوَّت فيه أعضاء البرلمان الأوروبي للحد من مبيعات الفيتامينات، تحطم نظام حاسوب البرلمان بسبب الكم الهائل من الرسائل السريعة، والتي تدعي أن حظر القانون الجديد لثلاثمئة نوعٍ من المكملات الشهيرة سوف يودي بتجارة محلات المنتجات الصحية البريطانية. في ستراسبورغ، وجد أعضاء البرلمان الأوروبي نشطاء يقومون بتوزيع شريط دعاية متهمين خمسة مفوضين أوروبيين بالتواطؤ مع شركات أدوية كبيرة في محاولة لتحطيم الشبكة البديلة للمعالجة المثلية والطبيعية.
في عام 2004، قام تحالف من أجل صحة طبيعية (ANH) وجمعيات تجارية بريطانية بتقديم طعنٍ في قانون المكملات الغذائية وتم تحويله إلى المحكمة الأوروبية العليا بواسطة المحكمة العليا في لندن. قال المحامي العام للمحكمة الأوروبية العليا أنه يجب إلغاء خطة الاتحاد الأوروبي لتشديد قواعد بيع الفيتامينات والمكملات الغذائية، ولكن رفضت المحكمة هذا الرأي حيث قررت أن التدابير المطروحة ضرورية ومناسبة أيضًا لحماية الصحة العامة. فسر تحالف من أجل صحة طبيعية (ANH) هذا الحظر بأنه ينطبق فقط على المكملات المنتجة صناعيًا وليس على الفيتامينات والمعادن الموجودة طبيعيًا أو المستهلكة كجزءٍ من الغذاء. ولكن، اعترف القضاة الأوروبيون بصحة مخاوف المحامي العام، مصرحين أنه يجب أن يكون هناك إجراءات واضحة تسمح بإضافة مواد إلى اللائحة المسموح بها على أساس الدليل العلمي. وأضافوا قائلين: إن أي رفضٍ لإضافة منتج إلى اللائحة سيكون مجالاً للطعن في المحكمة. يعتقد بعض مراقبي الإعلام أنه بسبب هذا القانون، ستظهر السوق السوداء وسيختفي التحكم في المكونات والجودة أيضًا.

### أستراليا ونيوزيلاندا
في نيوزيلاندا، شعر نشطاء حملة الحرية الصحية أنه ستتم إزالة عديد من المكملات من الأسواق وفقًا لقانون المنتجات العلاجية والأدوية المقدم لأعضاء البرلمان النيوزيلاندي في 2006 من قِبل وزير سلامة الغذاء أنيت كينج (Annette King). لو تم إصدار هذا القانون، سوف يتم إنشاء وكالة مشتركة مع أستراليا أستراليا لتنظيم المنتجات العلاجية. وفي يوليو 2007، أعلنت كينج تأجيل القانون حتى يكون هناك تدعيم بشكلٍ أكبر من جانب البرلمان النيوزيلاندي لهذا المخطط. وبالتالي، قامت بنقل مسؤولية هذه القضية إلى وزير الصحة النيوزيلاندي بيتي هودجسون (Pete Hodgson)، الذي قال «إن الوضع الراهن للسوق غير المنتظم للوسائل الطبية والأدوية المكملة لا يمكن أن يستمر». يخطط المسؤولون الآن لاستخدام السلطات الوزارية لوضع قوانين محلية يتم تطبيقها على هذه المنتجات المباعة في نيوزيلاندا.
وأخيرًا، ردًا على الآلاف من الدولارات من الأوراق المالية التي يجري مصادرتها من قبل الهيئة التنظيمية (الهيئة التنظيمية الطبية MedSafe)، فقد تكاتفت ممارسات الصحة الطبيعية في نيوزيلاندا تحت شعار الحرية الصحية للاحتجاج على ما يسمونه «مطاردة الساحرات»؛ موضحين أن هذه الحملة هي رد فعلٍ لإيقاف قانون المنتجات العلاجية والأدوية. وبالتالي، تم تقديم التماس لأعضاء البرلمان النيوزيلاندي لمطالبة الهيئة التنظيمية الطبية (Medsafe) بالتوقف عن مضايقة مصنعي منتجات الصحة الطبية وممارسيها. صرح نشطاء الحرية الصحية، الذين نظموا هذه الالتماس، أنه تم تجميع 7000 توقيعًا في خلال ثلاثة أسابيع.
وتبعًا لقرار الحكومة الفيدرالية الأسترالية بدفع خمسين مليون دولار أمريكي&nbsp (بما يعادل اثنين وستين وثلاثمئة دولار نيوزيلاندي&nbsp) كتعويض لجيم سيلم (Jim Selim)، مؤسس مصنع الأدوية المكملة، مصنع بان للأدوية (Pan Pharmaceuticals)، كنتيجةٍ لطلب إدارة الأغذية العلاجية الأسترالية (TGA) إعادة كل منتجات بان إلى المصنع في عام 2003، قالت نيكولا جريس (Nicola Grace)، المتحدثة باسم الحرية الصحية، إنه سيترتب على ذلك تقديم دعوى قضائية جماعية ضد إدارة الأغذية العلاجية متضمنةً مئة من الأعمال التجارية التي أُغلقت بسبب طلب الإدارة و «قد تشمل الوزيرة أنيتي كينج».

## انتقاد صناعة الدواء
اعتاد الكتاب المؤيدين للحرية الصحية والنشطاء على رؤية قانون مشدد خاص بالمكملات؛ وهذا لحماية مصالح صناعة الدواء. يعتقد بعض مناصري الحركة أن تقييد المكملات الغذائية يحد من خيارات المرضى في العلاجات. يعتقد ماثياس راث (Matthias Rath) أن من مصلحة صناعة الأدوية استمرار وانتشار الأمراض بدلاً من علاجها ولذلك دون الوجود الحالي للأمراض المنتشرة، سينتهي وجود هذه الصناعة في شكلها الحالي.
وبالإضافة إلى انتقاد صناعة الأدوية، تنتقد حركة الحرية الشخصية الأفعال التي تقوم بها شركات الأدوية الفردية. وكما أفادت المجلة الطبية البريطانية، على سبيل المثال، أدانت منظمات حركة الحرية الصحية طرق التسويق التي تتبعها شركات ميرك وشركاه (Merck & Co)مُدعيةً سعي الشركة للربح عن طريق لقاح جارداسيل (Gardasil) لتمويل تكاليف الدعوى التي كان يجب دفعها بخصوص روفيكوكسيب (rofecoxib) (فيوكس (vioxx)). وقد انتقد نشطاء الحرية الصحية في المملكة المتحدة علانيةً بووتس"Boots"، أكبر الصيدليات في بريطانيا، لتقليل الفيتامينات والمكملات المعدنية حتى تضمن امتثال منتجاتها لقانون الاتحاد الأوروبي للمكملات الغذائية.

## انتقاد لجنة الدستور الغذائي
تُعد أنشطة لجنة الدستور الغذائي من أهم النقاط الأساسية التي تركز عليها حركة الحرية الصحية، حيث يُلاحظ أن هذه الأنشطة تعمل لصالح صناعة الدواء.
تم اعتماد المبادئ التوجيهية للفيتامينات والمكملات الغذائية الكبرى من قِبل لجنة الدستور الغذائي كمقياسٍ طوعي وهذا في اجتماعها في روما في يوليو 2005؛ حيث يتضمن إطار هذه المبادئ متطلبات التعبئة والتغليف وتصنيف الفيتامينات والمكملات الغذائية. كما تُحدد أيضًا أنه «يجب أن تحتوي المكملات على الفيتامينات/البروفيتامينات والمعادن التي أثبتت البيانات العلمية قيمتها الغذائية بالنسبة للإنسان والتي اعترفت منظمة الأغذية والزراعة (FAO) ومنظمة الصحة العالمية (WHO) بأنها من أنواع الفيتامينات والمعادن» وقد أضافت أيضًا أنه «يجب أن تكون مصادر الفيتامينات والمعادن طبيعية أو صناعية» و«يجب أن يقوم انتقاؤهم على أساس بعض الاعتبارات مثل: السلامة والتوافر البيولوجي.» كان الاتحاد الوطني للصحة، بحكم وضعه الرسمي المراقب في الدستور، الوفد الوحيد الحاضر في الاجتماع الذي عارض الاعتماد. وباستخدام قانون الأمم المتحدة للمكملات الغذائية كمخطط، يعتقد أنصار الحرية الصحية أن أثر هذه المبادئ هو إزالة أعداد كبيرة مما يعتبرونه الأشكال الأكثر فعالية من المواد الغذائية في السوق العالمي. ووضع حدودٍ عليا مقيدة لجرعات المواد الغذائية المسموح بها، ومنع بيع جميع المكملات التي يكون أغراض بيعها شفائية أو وقائية أو علاجية دون الرجوع إلى الوصفة الطبية للطبيب
وصرحت منظمة الأغذية والزراعة للأمم المتحدة' (FAO) ومنظمة الصحة العالمية (WHO) أن هدف هذه التوجيهات هو «إيقاف المستهلكين عن التناول الزائد لجرعات الفيتامينات والمكملات الغذائية المعدنية.» وقالت لجنة الدستور الغذائية (CAC) أن هذه التوجيهات تدعو إلى «لصق البطاقات التي تحتوي على معلوماتٍ بشأن مستويات الاستهلاك القصوى للفيتامينات والمكملات الغذائية المعدنية.» وأضافت منظمة الصحة العالمية قائلةً:«تضمن هذه التوجيهات استقبال المستهلكين للآثار الصحية المفيدة للفيتامينات والمعادن.»
تُعنى حركة الحرية الصحية، من بين أشياء أخرى كثيرة، بأوجه الشبه بين قانون المكملات الغذائية للاتحاد الأوروبى وتوجيهات لجنة الدستور الغذائي للفيتامينات والمكملات الغذائية المعدنية. نشرت مؤسسة البحوث الصحية كتابًا يسمى «الدستور الغذائي - إمبريالية الغذاء العالمية» في 2007. يتضمن هذا الكتاب مقالات عديدة لنشطاء الحرية الصحية بشأن خبراتهم وملاحظاتهم الشخصية عن الدستور الغذائي على مدار عشر سنوات.

### انتقاد الكتل التجارية الإقليمية
يعتقد عدد من منظمات الحرية الصحية والمدعمين السياسيين لها الاتجاه المتزايد للدول نحو تشكيل مناطق تجارة حرة وكتل تجارية يهدد حريتهم في اختيار الرعاية الصحية حيث يعتقدون أنها تزيد من الضغط على الدول لتجعل قوانينها الغذائية الخاصة بالمكملات تتوافق مع مقياس المرجعية الطوعية الذي أقره الدستور. يقول النشطاء أن مثل هذه الاتفاقيات التجارية تتحدث عن الأعمال التجارية والمال كما أنها وضعت قبل وصول الدول إلى الرفاهية. قال النائب الجمهوري لتكساس رون بول إن اتفاقية التجارة الحرة الأمريكية المركزية «تزيد من احتمالية فرض قوانين الدستور الغذائي على الجمهور الأمريكي.»

## المنظمات والحملات
يتكون جوهر حركة الحرية الصحية من اتحاد المنظمات والمستهلكين والنشطاء وممارسي الطب البديل والمنتجين والمدونين والأخبار.
الولايات المتحدة الأمريكية والأمريكيتان
يعد معهد حرية الصحة (IHF) مؤسسة بحثية غير ربحية في واشنطن. حيث يقوم برصد وإعداد تقارير عن السياسات الوطنية التي تؤثر على حرية المواطنين في اختيار علاجات الرعاية الصحية ومقدميها كما يحافظ على خصوصيتهم الصحية. يرأس سو إيه بليفنز (Sue A. Blevins) معهد حرية الصحة.
مؤسسة ويستون أ. للأسعار (WAPF) التي أسسها كلٌ من سالي فالون (موريل) وخبيرة التغذية الدكتورة ماري جي إنج، وهي مؤسسة أمريكية منظمة 501 غير هادفة للربح نشطة في المناظرة الأمريكية للبن الخام.
تعد مؤسسة إطالة الحياة (LEF) هي منظمة غير ربحية قائمة على البحوث ومقرها الرئيسي في فورت لاودردال، فلوريدا. أسسها سول كنت (Saul Kent) ووليام فالوون (ًWillaim Faloon) عام 1980، وغرضها الأساسي هو تمويل البحوث ونشر المعلومات عن مكافحة الشيخوخة والصحة المثلى.
تعد المنظمة الأمريكية لطب مكافحة الشيخوخة منظمة غير ربحية للطب البديل ومقرها الرئيسي في شيكاغو. تدعم أفكار «طب مكافحة الشيخوخة» وحرية الصحة.
اتحاد الصحة الوطني (NHF) منظمة دولية غير ربحية تم تأسيسها في يناير 1955 ومهمتها حماية حقوق الأفراد في استخدام المكملات الغذائية والعلاجات البديلة دون وجود أي تقييدٍ من الحكومة. يعارض اتحاد الصحة الوطني أيضًا التدخلات مثل فلورة المياه ولقاحات الطفولةيمتلك الاتحاد حق المراقبة الرسمية في اجتماعات لجنة الدستور الغذائي، أعلى الهيئات الدولية في المعايير الغذائية. مقره في كاليفورنيا، يشتمل مجلس أعضاء الاتحاد على أطباء، وعلماء ومعالجين وجمعيات حماية المستهلك للصحة الطبيعية، وهي منظمة حرية الصحة الوحيدة المعتمدة من قبل الدستور الغذائي الأمر الذي يسمح بمشاركتها في اجتماعات الدستور الغذائي.
أوروبا
يعد تحالف من أجل صحة طبيعية (ANH) مجموعةً مناصرة أسسها روبرت فيركيرك (Robert Verkerk) عام 2002 ومقرها في المملكة المتحدة. تم تأسيسه في البداية لجمع الأموال لتمويل طعنٍ قانوني على قانون الاتحاد الأوروبي للمكملات الغذائية. يعارض تحالف «من أجل صحة أفضل» قانون المكملات الغذائيةويؤيد المناهج الطبية البديلة مثل المعالجة المثلية، ويناصر أيضًا النظام الصحي، والتمارين، والأنماط الصحية الأخرى. ينتقد التحالف أيضًا البحث العلمي موضحًا أن الجرعات الكبيرة من الفيتامينات تقلل أي فائدة صحية.
أسس مؤسسة دكتور راث (Dr.Rath) الصحية دكتور ألماني يُدعى، ماسيز راث (Matthias Rath). تم تمويل المؤسسة عن طريق أرباح مصنع مكملات يمتلكه دكتور راث.
؛ الحملات الفردية
تتضمن حركة الحرية الصحية أيضًا عددًا من الحملات الفردية والأخبار وصناع الرأي ومحطات برامج إذاعية. تتضمن الأمثلة جاري نل (Gary Null)، ودكتور جوزيف ميركولا (Joseph Mercola)، برنامج جويس رايلي (Joyce Riley's talk radio show) الإذاعي ساعة القوة (The Power Hour) وكيفن ترودو (Kevin Trudeau).

## أفلام الحرية الصحية
يستخدم الفيلم كوسيلة لإرسال رسالة حركة الحرية الصحية لجمهورٍ أكبر. أنتج نشطاء أساسيون في الحركة فيلمين وثائقيين بعنوان سنصبح صامتين (We Become Silent) ووصفة للكارثة (Prescription For Disaster) بينما ترسل الأفلام الأخرى رسالاتٍ مشابهة للمواقف التي تتخذها الحركة ولكن ينتجها أشخاص لم يعلنوا انتماءهم إلى الحركة بشكلٍ مباشر.

### برامج وثائقية
- سنصبح صامتين: فيلم لكيفن باتريك ميلر (Kevin P. Miller)[80]
- وصف للكارثة: فيلم لجاري نل، الحائز على جائزة: أفضل فيلم وثائقي، في the Red Bank International Film Festival 2006
- أحاديث المال: الأرباح قبل سلامة المريض من 2006. فيلم أنتجه نفس الفريق الذي أنتج الفيلم الوثائقي «الأثار الجانبية».
- «ظلال المستقبل»: فيلم لكيفن باتريك ميلر (Kevin P. Miller) في 2010 ويتحدث عن اتحاد الصحة الوطني والدستور الغذائي. See http://www.thenhf.com/article.php?id=2576

### أفلام رئيسية
- الأثار الجانبية من 2005، أخرجه Kathleen Slattery-Moschkau. وهو هجاء حول امرأة تحاول أن يكون لها وظيفة في صناعة الدواء الأمريكية.

## وصلات خارجية
- تاريخ بيبليوغرافي لحركة الحرية الصحية ل مارتن ج. واكر (Martin J. Walker).
- معهد لحرية الصحة مقره في واشنطن «مؤسسة بحثية.»
- قانون الصحة للمكملات الغذائية والتعليم بالولايات المتحدة 1994
- قانون المكملات الغذائية للاتحاد الأوروبي، 2002
- توجيهات الدستور الغذائي للفيتامينات والمكملات الغذائية المعدنية، 2005
- «حرية الصحة»، من كواكواتش.